# Suddivisione amministrativa di Mosca
| Città federale di Mosca, Russia                              | Stemma di Mosca |
| Dal 1 ° luglio 2012:                                         |                 |
| Numero di distretti amministrativi (административные округа) | 12              |
| Numero di quartieri e insediamenti (районы + поселения)      | 146             |

Mappa dei distretti amministrativi di Mosca:
1 Distretto amministrativo centrale
2 Distretto amministrativo settentrionale
3 Distretto amministrativo nord-orientale
4 Distretto amministrativo orientale
5 Distretto amministrativo sud-orientale
6 Distretto amministrativo meridionale
7 Distretto amministrativo sud-occidentale
8 Distretto amministrativo occidentale
9 Distretto amministrativo nordoccidentale
10 Zelenograd
11 Novomoskovskij
12 Troickij

La città federale di Mosca, in Russia è divisa in dodici distretti amministrativi, a loro volta suddivisi in quartieri.
Il distretto amministrativo centrale ospita il Cremlino, centro politico e geografico della città, i principali edifici amministrativi tra quartieri di Arbat e Tverskoj e l'area degli affari e dell'alta finanza, Moscow city, nel quartiere di Presnenskij. Il distretto amministrativo occidentale ospita invece l'Università statale di Mosca, la collina dei passeri e gli studi della Mosfilm, mentre il distretto amministrativo nord-orientale ospita la Torre di Ostankino e il parco VDNCh. La popolazione totale della città federale di Mosca era di 11.503.501 abitanti al censimento russo (2010).
Mentre gli okrugs amministrativi sono una suddivisione dell'amministrazione statale, i distretti hanno lo status di formazioni municipali, cioè entità di autogoverno locale.
Parti del territorio dell'Oblast di Mosca, comprese le città di Troitsk, Moskovsky e Shcherbinka, nonché parti dei territori dei distretti di Leninsky, Naro-Fominsky e Podolsky, sono state annesse a Mosca il 1º luglio 2012. I nuovi territori sono stati organizzati in due nuovi distretti amministrativi: Novomoskovsky e Troitsky .

## Distretti amministrativi
Il territorio di Kitai-gorod non fa parte di alcun distretto ed è governato direttamente dall'okrug amministrativo. 
| Nome | Stemma                                                  | Mappa                  | Popolazione |
| --- | ------------------------------------------------------- | ---------------------- | ----------- |
| Distretto amministrativo centrale ( Центральный административный округ, Tsentralny administrativny okrug ) | CAO district of Moscow coa                              | Msk cao                | 701.353     |
| Quartieri (rajon) sotto la giurisdizione amministrativa del distretto centrale:                            |                                                         |                        |             |
| Arbat ( Арбат )                                                                                            | Coat of Arms of Arbat (municipality in Moscow)          | Msk cao arbat          | 25.699      |
| Basmannyj ( Басманный )                                                                                    | Coat of Arms of Basmannoe (municipality in Moscow)      | Msk cao basmanny       | 100.899     |
| Chamovniki ( Хамовники )                                                                                   | Coat of Arms of Khamovniki (municipality in Moscow)     | Msk cao khamovniki     | 97.110      |
| Krasnosel'skij ( Красносельский )                                                                          | Coat of Arms of Krasnoselsky (municipality in Moscow)   | Msk cao krasnoselsky   | 45.229      |
| Meščanskij ( Мещанский )                                                                                   | Coat of Arms of Meshchansky (municipality in Moscow)    | Msk cao meschansky     | 56.077      |
| Presnenskij ( Пресненский )                                                                                | Coat of Arms of Presnensky (municipality in Moscow)     | Msk cao presnensky     | 116.979     |
| Taganskij Таганский )                                                                                      | Coat of Arms of Taganskoe (municipality in Moscow)      | Msk cao tagansky       | 109.993     |
| Tverskoj ( Тверской )                                                                                      | Coat of Arms of Tverskoy (municipality in Moscow)       | Msk cao tverskoy       | 75.955      |
| Jakimanka ( Якиманка )                                                                                     | Coat of Arms of Yakimanka (municipality in Moscow)      | Msk cao yakimanka      | 22.822      |
| Zamoskvoreč'e ( Замоскворечье )                                                                            | Coat of Arms of Zamoskvorechye (municipality in Moscow) | Msk cao zamoskvorechye | 50.590      |

| Nome | Stemma                                                      | Mappa                  | Popolazione |
| --- | ----------------------------------------------------------- | ---------------------- | ----------- |
| Distretto amministrativo settentrionale ( Северный административный округ , Severny administrativny okrug ) | Coat of Arms of North district in Moscow emblem             | Msk sao                | 1.112.846   |
| Distretti sotto la giurisdizione amministrativa di okrug:                                                   |                                                             |                        |             |
| Aeroport ( Аэропорт )                                                                                       | Coat of Arms of Aeroport (municipality in Moscow)           | Msk sao aeroport       | 74.775      |
| Begovoj ( Беговой )                                                                                         | Coat of Arms of Begovoe (municipality in Moscow)            | Msk sao begovoy        | 44.385      |
| Beskudinkovskij ( Бескудниковский )                                                                         | Coat of Arms of Beskudnikovskoe (municipality in Moscow)    | Msk sao beskudnikovsky | 74.790      |
| Dmitrovskij ( Дмитровский )                                                                                 | Coat of Arms of Dmitrovskoye municipality (Moscow) proposal | Msk sao dmitrovsky     | 88.931      |
| Golovinskij ( Головинский )                                                                                 | Coat of Arms of Golovinskoe (municipality in Moscow)        | Msk sao golovinsky     | 102.160     |
| Chorošëvskij ( Хорошёвский )                                                                                | Coat of Arms of Khoroshevskoe (municipality in Moscow)      | Msk sao khoroshevsky   | 55.949      |
| Chovrino ( Ховрино )                                                                                        | Coat of Arms of Khovrino (municipality in Moscow)           | Msk sao khovrino       | 79.092      |
| Koptevo ( Коптево )                                                                                         | Coat of Arms of Koptevo (municipality in Moscow)            | Msk sao koptevo        | 97.989      |
| Levoberežnyj ( Левобережный )                                                                               | Coat of Arms of Levoberezhny (municipality in Moscow)       | Msk sao levoberzhny    | 51.309      |
| Molžaninovskij ( Молжаниновский )                                                                           | Coat of Arms of Molzhaninovskoe (municipality in Moscow)    | Msk sao molzhaninovsky | 2.929       |
| Savëlovskij ( Савёловский )                                                                                 | Coat of Arms of Savelovsky (municipality in Moscow)         | Msk sao savyolovsky    | 57.814      |
| Sokol ( Сокол )                                                                                             | Coat of Arms of Sokol (municipality in Moscow)              | Msk sao sokol          | 57.317      |
| Timirjazevskij ( Тимирязевский )                                                                            | Coat of Arms of Timiryazevsky (municipality in Moscow)      | Msk sao timiryazevsky  | 84.098      |
| Vostočnoe Degunino ( Восточное Дегунино )                                                                   | Coat of Arms of East Degunino (municipality in Moscow)      | Msk sao vost degunono  | 97.083      |
| Vojkovskij ( Войковский )                                                                                   | Coat of Arms of Voikovsky (municipality in Moscow)          | Msk sao voykovsky      | 67.470      |
| Zapadnoe Degunino ( Западное Дегунино )                                                                     | Coat of Arms of West Degunino (municipality in Moscow)      | Msk sao zap degunino   | 76.756      |

| Nome | Popolazione | Fotografie |
| --- | ----------- | ---------- |
| North-Eastern Administrative Okrug ( Северо-Восточный административный округ , Severo-Vostochny administrativny okrug ) | 1.240.062   |            |
| Distretti sotto la giurisdizione amministrativa di okrug:                                                               |             |            |
| Alexeyevsky ( Алексеевский )                                                                                            | 73.429      |            |
| Altufyevsky Алтуфьевский )                                                                                              | 50.091      |            |
| Babushkinsky ( Бабушкинский )                                                                                           | 77.491      |            |
| Bibirevo ( Бибирево )                                                                                                   | 151.334     |            |
| Butyrsky ( Бутырский )                                                                                                  | 60.922      |            |
| Lianozovo ( Лианозово )                                                                                                 | 76.465      |            |
| Losinoostrovsky ( Лосиноостровский )                                                                                    | 72.640      |            |
| Marfino ( Марфино ) | 23.971      |            |
| Maryina roshcha ( Марьина роща )                                                                                        | 60.194      |            |
| Ostankinsky ( Останкинский )                                                                                            | 57.707      |            |
| Otradnoye ( Отрадное )                                                                                                  | 168.972     |            |
| Rostokino ( Ростокино )                                                                                                 | 35.134      |            |
| Severnoye Medvedkovo ( Северное Медведково )                                                                            | 111.804     |            |
| Severny ( Северный ) | 9629        |            |
| Sviblovo ( Свиблово )                                                                                                   | 52.824      |            |
| Yaroslavsky ( Ярославский )                                                                                             | 84.739      |            |
| Yuzhnoye Medvedkovo ( Южное Медведково )                                                                                | 72.716      |            |

| Nome                                                                                                | Popolazione |  |
| --------------------------------------------------------------------------------------------------- | ----------- |  |
| Eastern Administrative Okrug ( Восточный административный округ , Vostochny administrativny okrug ) | 1.394.497   |  |
| Distretti sotto la giurisdizione amministrativa di okrug:                                           |             |  |
| Bogorodskoye ( Богородское )                                                                        | 98.602      |  |
| Golyanovo ( Гольяново )                                                                             | 159.147     |  |
| Ivanovskoye ( Ивановское )                                                                          | 127.905     |  |
| Izmaylovo ( Измайлово )                                                                             | 110.099     |  |
| Kosino-Ukhtomsky ( Косино-Ухтомский )                                                               | 16.917      |  |
| Metrogorodok Метрогородок )                                                                         | 37.283      |  |
| Novogireyevo ( Новогиреево )                                                                        | 95.183      |  |
| Novokosino ( Новокосино )                                                                           | 97.927      |  |
| Perovo ( Перово )                                                                                   | 135.095     |  |
| Preobrazhenskoye ( Преображенское )                                                                 | 80.827      |  |
| Severnoye Izmaylovo ( Северное Измайлово )                                                          | 80.785      |  |
| Sokolinaya gora ( Соколиная гора )                                                                  | 85.056      |  |
| Sokolniki ( Сокольники )                                                                            | 54.975      |  |
| Veshnyaki ( Вешняки )                                                                               | 126.546     |  |
| Vostochnoye Izmaylovo ( Восточное Измайлово )                                                       | 75.450      |  |
| Vostochny ( Восточный )                                                                             | 12.700      |  |

| Nome | Popolazione |  |
| --- | ----------- |  |
| South-Eastern Administrative Okrug ( Юго-Восточный административный округ , Yugo-Vostochny administrativny okrug ) | 1.116.924   |  |
| Distretti sotto la giurisdizione amministrativa di okrug:                                                          |             |  |
| Kapotnya ( Капотня )                                                                                               | 27.828      |  |
| Kuzminki ( Кузьминки )                                                                                             | 122.951     |  |
| Lefortovo ( Лефортово )                                                                                            | 87.560      |  |
| Lyublino ( Люблино )                                                                                               | 132.331     |  |
| Maryino ( Марьино )                                                                                                | 206.388     |  |
| Nekrasovka ( Некрасовка )                                                                                          | 7803        |  |
| Nizhegorodsky ( Нижегородский )                                                                                    | 38.756      |  |
| Pechatniki ( Печатники )                                                                                           | 71.383      |  |
| Ryazansky ( Рязанский )                                                                                            | 89.270      |  |
| Tekstilshchiki ( Текстильщики )                                                                                    | 87.849      |  |
| Vykhino-Zhulebino ( Выхино-Жулебино )                                                                              | 184.749     |  |
| Yuzhnoportovy ( Южнопортовый )                                                                                     | 60.056      |  |

| Nome                                                                                          | Popolazione |  |
| --------------------------------------------------------------------------------------------- | ----------- |  |
| Southern Administrative Okrug ( Южный административный округ , Yuzhny administrativny okrug ) | 1.593.065   |  |
| Distretti sotto la giurisdizione amministrativa di okrug:                                     |             |  |
| Biryulyovo Vostochnoye ( Бирюлёво Восточное )                                                 | 129.700     |  |
| Biryulyovo Zapadnoye ( Бирюлёво Западное )                                                    | 83.303      |  |
| Brateyevo ( Братеево )                                                                        | 94.644      |  |
| Chertanovo Severnoye ( Чертаново Северное )                                                   | 104.613     |  |
| Chertanovo Tsentralnoye ( Чертаново Центральное )                                             | 104.042     |  |
| Chertanovo Yuzhnoye ( Чертаново Южное )                                                       | 133.008     |  |
| Danilovsky ( Даниловский )                                                                    | 90.265      |  |
| Donskoy ( Донской )                                                                           | 45.477      |  |
| Moskvorechye-Saburovo ( Москворечье-Сабурово )                                                | 67.257      |  |
| Nagatino-Sadovniki ( Нагатино-Садовники )                                                     | 69.031      |  |
| Nagatinsky zaton ( Нагатинский затон )                                                        | 105.948     |  |
| Nagorny ( Нагорный )                                                                          | 69.535      |  |
| Orekhovo-Borisovo Severnoye ( Орехово-Борисово Северное )                                     | 121.402     |  |
| Orekhovo-Borisovo Yuzhnoye ( Орехово-Борисово Южное )                                         | 137.965     |  |
| Tsaritsyno ( Царицыно )                                                                       | 115.708     |  |
| Zyablikovo ( Зябликово )                                                                      | 121.197     |  |

| Nome | Popolazione |  |
| --- | ----------- |  |
| South-Western Administrative Okrug ( Юго-Западный административный округ , Yugo-Zapadny administrativny okrug ) | 1.179.211   |  |
| Distretti sotto la giurisdizione amministrativa di okrug:                                                       |             |  |
| Akademichesky ( Академический )                                                                                 | 96.172      |  |
| Cheryomushki ( Черёмушки )                                                                                      | 89.264      |  |
| Gagarinsky ( Гагаринский )                                                                                      | 72.072      |  |
| Konkovo ( Коньково )                                                                                            | 138.757     |  |
| Kotlovka Котловка )                                                                                             | 58.666      |  |
| Lomonosovsky ( Ломоносовский )                                                                                  | 81.851      |  |
| Obruchevsky ( Обручевский )                                                                                     | 63.484      |  |
| Severnoye Butovo ( Северное Бутово )                                                                            | 75.045      |  |
| Tyoply Stan ( Тёплый Стан )                                                                                     | 112.733     |  |
| Yasenevo ( Ясенево )                                                                                            | 174.236     |  |
| Yuzhnoye Butovo ( Южное Бутово )                                                                                | 105.212     |  |
| Zyuzino ( Зюзино )                                                                                              | 111.719     |  |

| Nome                                                                                             | Popolazione | Fotografie |
| ------------------------------------------------------------------------------------------------ | ----------- | ---------- |
| Western Administrative Okrug ( Западный административный округ , Zapadny administrativny okrug ) | 1.049.104   |            |
| Distretti sotto la giurisdizione amministrativa di okrug:                                        |             |            |
| Dorogomilovo ( Дорогомилово )                                                                    | 59.732      |            |
| Parco Filyovsky ( Филёвский парк )                                                               | 66.775      |            |
| Fili-Davydkovo ( Фили-Давыдково )                                                                | 92.965      |            |
| Krylatskoe ( Крылатское )                                                                        | 76.261      |            |
| Kuntsevo ( Кунцево )                                                                             | 125.100     |            |
| Mozhaysky ( Можайский )                                                                          | 109.248     |            |
| Novo-Peredelkino ( Ново-Переделкино )                                                            | 86.755      |            |
| Ochakovo-Matveyevskoye ( Очаково-Матвеевское )                                                   | 90.576      |            |
| Prospekt Vernadskogo ( Проспект Вернадского )                                                    | 56.564      |            |
| Ramenki ( Раменки )                                                                              | 101.485     |            |
| Solntsevo ( Солнцево )                                                                           | 85.642      |            |
| Troparyovo-Nikulino ( Тропарёво-Никулино )                                                       | 77.901      |            |
| Vnukovo ( Внуково )                                                                              | 20.100      |            |

### Okrug amministrativo nord-occidentale
| Nome | Popolazione | Fotografie |
| --- | ----------- | ---------- |
| North-Western Administrative Okrug ( Северо-Западный административный округ , Severo-Zapadny administrativny okrug ) | 779.965     |            |
| Distretti sotto la giurisdizione amministrativa di okrug:                                                            |             |            |
| Khoroshyovo-Mnyovniki ( Хорошёво-Мнёвники )                                                                          | 146.968     |            |
| Kurkino ( Куркино )                                                                                                  | 2.339       |            |
| Mitino ( Митино ) | 138.371     |            |
| Pokrovskoye-Streshnevo ( Покровское-Стрешнево )                                                                      | 46.707      |            |
| Severnoye Tushino ( Северное Тушино )                                                                                | 138.533     |            |
| Shchukino ( Щукино )                                                                                                 | 89.454      |            |
| Strogino ( Строгино )                                                                                                | 124.149     |            |
| Yuzhnoye Tushino ( Южное Тушино )                                                                                    | 93.444      |            |

| Nome                                                            | Popolazione | Fotografie |
| --------------------------------------------------------------- | ----------- | ---------- |
| Città di Zelenograd ( город Зеленоград , Gorod Zelenograd )     | 215.727     |            |
| Distretti sotto la giurisdizione amministrativa di okrug:       |             |            |
| Matushkino ( Матушкино ), precedentemente "Numero 1"            |             |            |
| Savyolki ( Савёлки ), precedentemente "Numero 2"                |             |            |
| Staroye Kryukovo ( Старое Крюково ), precedentemente "Numero 3" |             |            |
| Silino ( Силино ), precedentemente "Numero 4"                   |             |            |
| Kryukovo ( Крюково )                                            | 73.481      |            |

| Nome | Popolazione | Fotografie |
| --- | ----------- | ---------- |
| Novomoskovsky Administrative Okrug ( Новомосковский административный округ , Novomoskovsky administrativny okrug ) | 113.569     |            |
| Insediamenti sotto la giurisdizione amministrativa di okrug:                                                       |             |            |
| Vnukovskoye Settlement ( Поселение Внуковское )                                                                    |             |            |
| Voskresenskoye Settlement ( Поселение Воскресенское )                                                              |             |            |
| Desyonovskoye Settlement ( Поселение Десёновское )                                                                 |             |            |
| Kokoshkino Settlement ( Поселение Кокошкино )                                                                      |             |            |
| Marushkinskoye Settlement ( Поселение Марушкинское )                                                               |             |            |
| Moskovsky Settlement ( Поселение Московский )                                                                      |             |            |
| Mosrentgen Settlement ( Поселение Мосрентген )                                                                     |             |            |
| Ryazanovskoye Settlement ( Поселение Рязановское )                                                                 |             |            |
| Sosenskoye Settlement ( Поселение Сосенское )                                                                      |             |            |
| Filimonkovskoye Settlement ( Поселение Филимонковское )                                                            |             |            |
| Shcherbinka Settlement ( Щербинка )                                                                                |             |            |

| Nome                                                                                               | Popolazione | Fotografie |
| -------------------------------------------------------------------------------------------------- | ----------- | ---------- |
| Troitsky Administrative Okrug ( Троицкий административный округ , Troitsky administrativny okrug ) | 86.752      |            |
| Insediamenti sotto la giurisdizione amministrativa di okrug:                                       |             |            |
| Voronovskoye Settlement ( Поселение Вороновское )                                                  |             |            |
| Kiyevsky Settlement ( Поселение Киевский )                                                         |             |            |
| Klenovskoye Settlement ( Поселение Клёновское )                                                    |             |            |
| Krasnopakhorskoye Settlement ( Поселение Краснопахорское )                                         |             |            |
| Insediamento Mikhaylovo-Yartsevskoye ( Поселение Михайлово-Ярцевское )                             |             |            |
| Insediamento Novofyodorovskoye ( Поселение Новофёдоровское )                                       |             |            |
| Pervomayskoye Settlement ( Поселение Первомайское )                                                |             |            |
| Rogovskoye Settlement ( Поселение Роговское )                                                      |             |            |
| Troitsky Settlement ( Поселение Троицк )                                                           |             |            |
| Shchapovskoye Settlement ( Поселение Щаповское )                                                   |             |            |

## Note

Cambiamenti territoriali tra il 1922 e il 1995

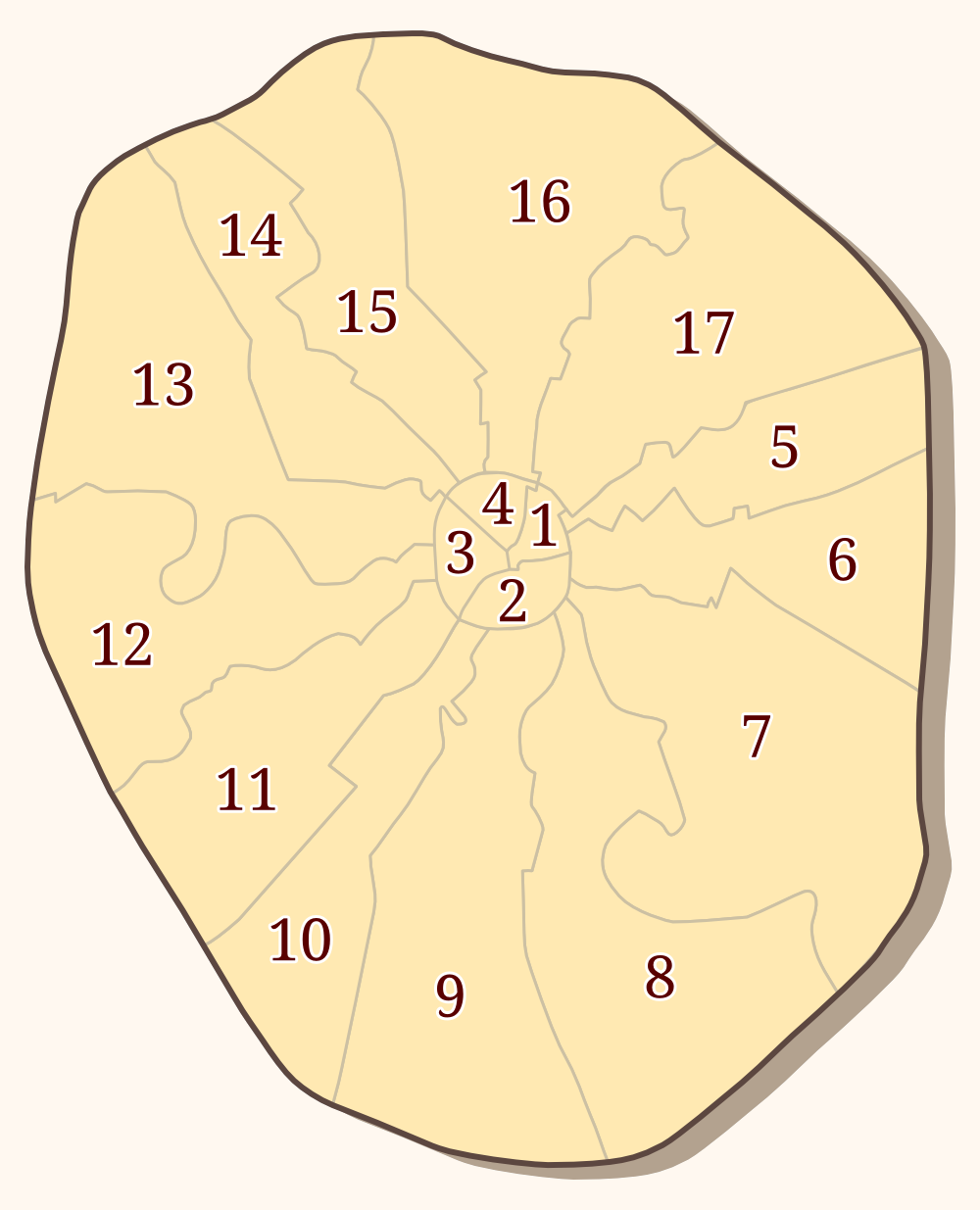
Distretti di Mosca nel 1960

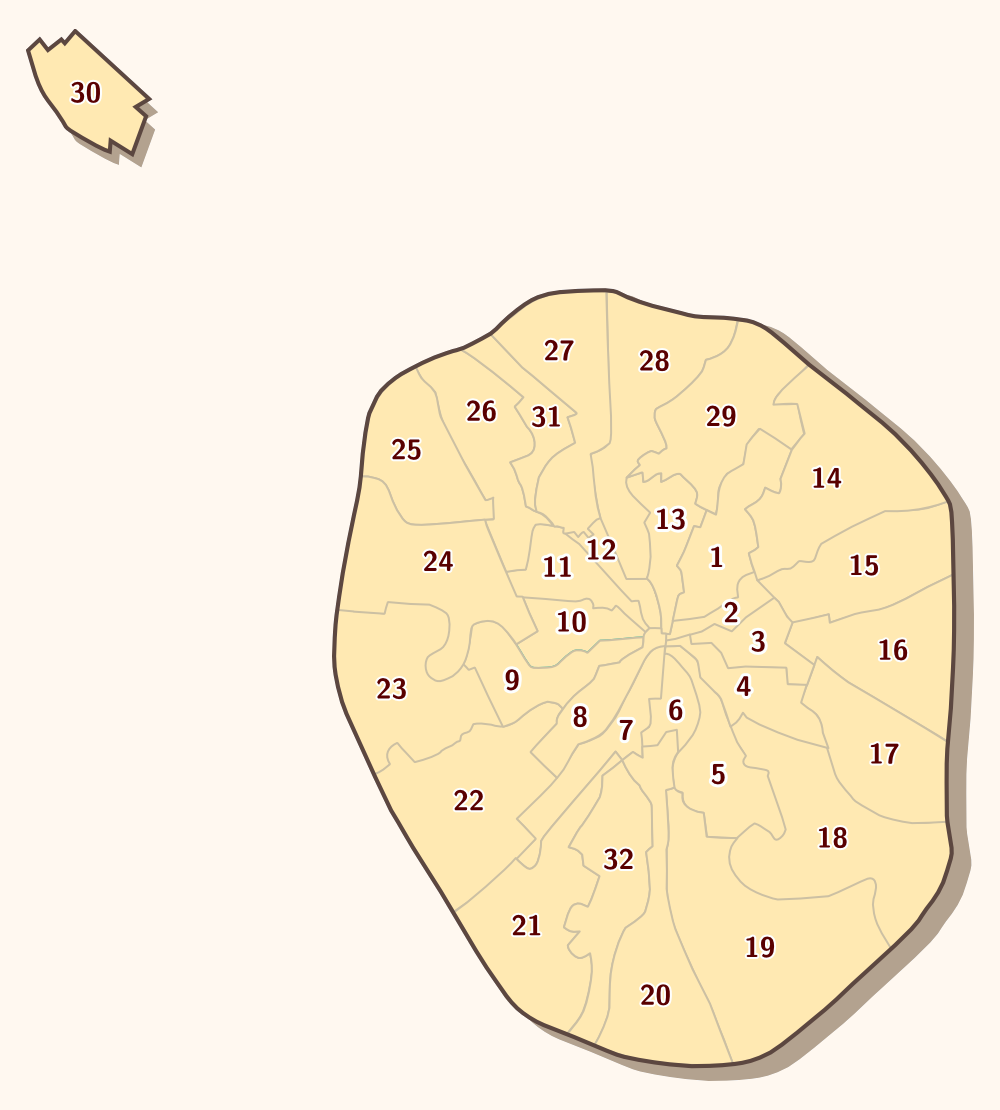
Distretti di Mosca nel 1978